# San Marcos de Arriba, Guanajuato
San Marcos de Arriba är en ort i Mexiko.   Den ligger i kommunen Dolores Hidalgo och delstaten Guanajuato, i den centrala delen av landet, 270 km nordväst om huvudstaden Mexico City. San Marcos de Arriba ligger 2 080 meter över havet och antalet invånare är 202.
Terrängen runt San Marcos de Arriba är kuperad åt nordväst, men åt sydost är den platt. Runt San Marcos de Arriba är det ganska tätbefolkat, med 96 invånare per kvadratkilometer. Närmaste större samhälle är Dolores Hidalgo, 19,1 km nordost om San Marcos de Arriba. Trakten runt San Marcos de Arriba består i huvudsak av gräsmarker.